# Dealignment
Dealignment, este un fenomen (trend sau proces) în științele politice, prin care o porțiune largă a electoratului unui anumit partid politic își schimbă afilierea politică într-un așa mod, încât nu se reafiliază unui alt partid politic.
Cercetătorii acestui fenomen din SUA au conclus că în ultimele decenii, dealignment-ul este un fenomen care caracterizează alegerile electorale printr-un procent din ce în ce mai mare din alegători.

## Dealignment-ul de clasă
Dealignment-ul de clasă apare atunci când membrii unei clase sociale încetează să se mai identifice cu vreo clasă socială.